# 471 a.C.

## Eventos
- O ateniense Temístocles é votado ao ostracismo.
- Ápio Cláudio Sabino Inregilense e Tito Quíncio Capitolino Barbato, pela primeira vez, cônsules romanos.